# MV Kalakala
Le MV Kalakala est un ferry qui naviguait dans le Puget Sound de 1935 jusqu'à son retrait en 1967. Sa silhouette et son style faisaient de ce navire un exemple remarquable de design streamline (en), style aérodynamique profilé en vogue durant les années 30, appliqué aux carrosseries de véhicules, des trains aux bateaux en passant par les voitures, bus, etc. Ce style perdurera ensuite ponctuellement jusqu’aux années 70.
Le navire était une des attractions locales, pour les habitants ainsi que pour les touristes, au même titre que la Space Needle, construite à Seattle lors de l'Exposition universelle de 1962.

## Service
Ce ferry a été construit en 1926 sous le nom de Peralta pour le Key System (en), service de ferry de la baie de San Francisco. Le 6 mai 1933 le Peralta a brûlé à la suite d'un incendie criminel au terminal où il était amarré, entraînant la destruction complète de sa superstructure.
La coque en état a été vendue en octobre 1933 à la Puget Sound Navigation Company (PSNC). Cette société a financé sa refonte au Lake Washington Shipyard à Houghton.
La nouvelle superstructure du Kalakala a été inspirée par les avions contemporains et c'est Louis Proctor, un ingénieur de Boeing qui a fourni ce concept distinctif et moderniste.
En novembre 1934, William Thorniley, publiciste pour PSNC qui a donné ce nom Kalakala, signifiant « oiseau » en jargon chinook. Le Kalakala est entré en service le 4 juillet 1935, devenant instantanément une icône et le deuxième objet le plus photographié dans le monde, à l’époque, après la tour Eiffel, le pont du Golden Gate n'étant achevé qu'en 1937).
Pendant la Seconde Guerre mondiale le Kalakala a été utilisé au transport des travailleurs des chantiers navals et du personnel de l'US Navy entre Seattle et Bremerton. Il a aussi été employé au transport des visiteurs des chantiers navals Bremerton pendant l'Exposition universelle de Seattle en 1962.
Avec l’arrivée de l'Evergreen State-class ferry (en) dans le milieu des années 1950, le Kalakala est devenu rapidement obsolète. Mais il a continué à servir jusqu'à son retrait.

## Retraite
En 1967, le Kalakala est vendu à une entreprise de transformation de fruits de mer et remorqué en Alaska pour travailler comme un navire-usine. En 1970, il est échoué à Kodiak pour être utilisé au traitement des crevettes.
En 1984 sa carcasse est découverte par Peter Bevis. Le Kalakala avait été transformé en conserverie et sa structure interne avait été modifiée pour en faire un bâtiment avec des sols en ciment, plaques de plâtre et carreaux de plafond. Après des négociations financières compliquées, le navire est renfloué et remorqué à Seattle en 1998. Il devient une source de polémiques car ses propriétaires sont incapables de réunir des fonds suffisants pour remettre en état le navire, ou même pour le garder amarré à Seattle Bay Union.
Le navire est revendu en 2004 à un investisseur privé, qui le déplace vers un ancrage dans Neah Bay, dans la réserve amérindienne des Makahs. Peu après son arrivée, le Kalakala est expulsé par la tribu Makah et le navire est ensuite transféré à Tacoma.
En février 2008, son propriétaire Steve Rodrigues annonce son intention d'acquérir d'autres vieux navires et de les convertir à l'énergie solaire, ou d'en faire des musées. Ce projet n'aboutissant pas, le Kalakala est mis en vente.
En décembre 2011, la Garde côtière déclare que ce navire constitue un danger pour la navigation et impose une date limite pour sa remise en état. Ce délai n'étant pas respecté, commencent plusieurs années de procès entre le propriétaire et l'État de Washington, qui se terminent en novembre 2012 par son rachat par Karl Anderson, propriétaire de la voie navigable où le bateau est amarré.
Le 4 janvier 2015, son propriétaire, Karl Anderson, annonce que le Kalakala sera démantelé. Le 22 janvier, le Kalakala est remorqué jusqu'à une cale sèche de Tacoma et sa démolition commence immédiatement.